# Ixia odorata
Ixia odorata är en irisväxtart som beskrevs av Ker Gawl. Ixia odorata ingår i släktet Ixia och familjen irisväxter.

## Underarter
Arten delas in i följande underarter:
- I. o. hesperanthoides
- I. o. odorata